# Mary Ann Shaffer
Mary Ann Shaffer, född 13 december 1934 i Martinsburg, West Virginia i USA, död 16 februari 2008 i San Anselmo, Kalifornien, var en amerikansk författare och bibliotekarie. Shaffer skrev endast en roman, Guernseys litteratur- och potatisskalspajssällskap (2008). Hon avled i cancer innan boken officiellt publicerades. Hennes systerdotter, författaren Annie Barrows, står som medförfattare till boken och avslutade denna när Shaffer inte längre orkade skriva. Boken utkom i svensk översättning av Helena Ridelberg samma år.